# Manga de dokuha

La collection Manga de dokuha (まんがで読破, litt. « Lire avec le manga ») est une série d'adaptation des grands classiques de la littérature en manga. Publié par l'éditeur japonais East Press, l'objectif de cette série est de permettre au lecteur de manga d’accéder aux œuvres littéraires importantes sans pour autant devoir passer par l'œuvre originale. La série est réputée pour ses publications de traités politiques souvent controversés. Parmi les mangas édités les plus vendus se trouvent le roman communiste Kanikōsen, Le Capital de Karl Marx, et Mein Kampf d'Adolf Hitler. Ont été également édité de grands textes religieux tels que la Bible ou le Coran ou encore les Commentaires sur la Guerre des Gaules de Jules César mais aussi le Kamasutra de Vâtsyâyana. Plusieurs de ces mangas ont été traduits en d'autres langues et notamment en français depuis 2011 par Soleil Manga dans la Collection Classiques.

## Aperçu
La collection Manga de dokuha est lancée par East Press dans le but de présenter aux jeunes japonais des classiques de la littérature en version manga. Kosuke Maruo a produit tous les livres de la série et créé la narration des récits, tandis que l'œuvre est dessinée par Variety Artworks. Les livres de la série sont souvent vendus dans les petits commerces de proximité, comme les 7-Eleven. Maruo déclare : « Nous avons pensé que nous pourrions peut-être amener les gens à lire des œuvres connues mais considérées comme des lectures difficiles en les transformant en manga et en les vendant dans les petits commerces ». En juillet 2008, la série compte 17 mangas qui se sont écoulés à plus de 900 000 copies. Les ventes moyenne pour un seul manga se situent autour de 35 000 copies.

## Mangas importants

### KanikōsenetLe Capital
Le roman Kanikōsen (aussi connu en français sous le titre Le Bateau-usine) de 1929 est une œuvre de Takiji Kobayashi. Écrit d'un point de vue politique de gauche, l'histoire suit l'équipage d'un navire de pêche au crabe vivant dans des conditions oppressives tout en étant exploité par les capitalistes. Le roman, qui se vend traditionnel à 5 000 copies par an, connait des ventes exceptionnelles surprises en 2008 avec plus de 507 000 copies. La même année, East Press publie sa version manga qui se vend à 200 000 copies. En réponse à la popularité de ce manga sur le thème du communisme, East Press publie une version manga du traité Le Capital de 1867 de Karl Marx. Cette version présente les principes originaux anti-capitalistes marxistes à travers l'historie fictive de Robin, propriétaire d'une fabrique de fromages qui éprouve de la culpabilité d'exploiter ses ouvriers et de trahir les principes socialistes de son père. Maruo déclare : « Je pense que les gens recherchent en Marx des réponses aux problèmes de la société capitaliste. De toute évidence, la récente crise mondiale laisse à penser que le système ne fonctionne pas correctement ». L'édition d'East Press du Capital se vend à 6 000 copies durant les premiers jours de sa publication.
Les succès de Kanikōsen en roman et en manga, ainsi que celui du Capital en manga, est souvent considéré comme se situant dans la mouvance de la popularité croissante de la littérature gauchiste au Japon, la crise économique mondiale ayant affecté le pays, et l'adhésion croissante au Parti communiste japonais,,. Selon le professeur de littérature Hirokazu Toeda de l'université Waseda, « Kanikōsen est analysé chaque fois qu'une question sociale critique se pose, par exemple sur la disparité de la société, les difficiles conditions de travail, la contrefaçon des produits de consommation, les meurtres gratuits. Il s'agit d'une caractéristique unique de l'engouement pour Kanikōsen et le roman est maintenant devenu le symbole de tous ces aspects négatifs actuels du Japon ». Daisuke Asao, secrétaire de la Confédération nationale des syndicats, déclare que « la situation des travailleurs dans le livre est très semblable aux travailleurs temporaires modernes : les contrats précaires, le travail très surveillé, la violence des superviseurs, le harcèlement sexuel général et la pression contre la syndicalisation sont autant de choses que les Japonais d'aujourd'hui rencontrent chaque jour ». L'activiste anti-pauvreté Kosuke Hashimoto déclare à propos de la popularité de ces livres : « Je pense que beaucoup de jeunes au Japon ont peur de l'avenir, et que la peur tourne parfois à la colère. La lecture de bandes dessinées ne peut être que le début ». Kaori Katada, défenseur des services sociaux, affirme que « La pauvreté est un problème de plus en plus visible depuis un certain temps, mais maintenant les gens cherchent des réponses sur les raisons de son retour. C'est pourquoi ils se tournent vers ces livres ».

### Mein Kampf

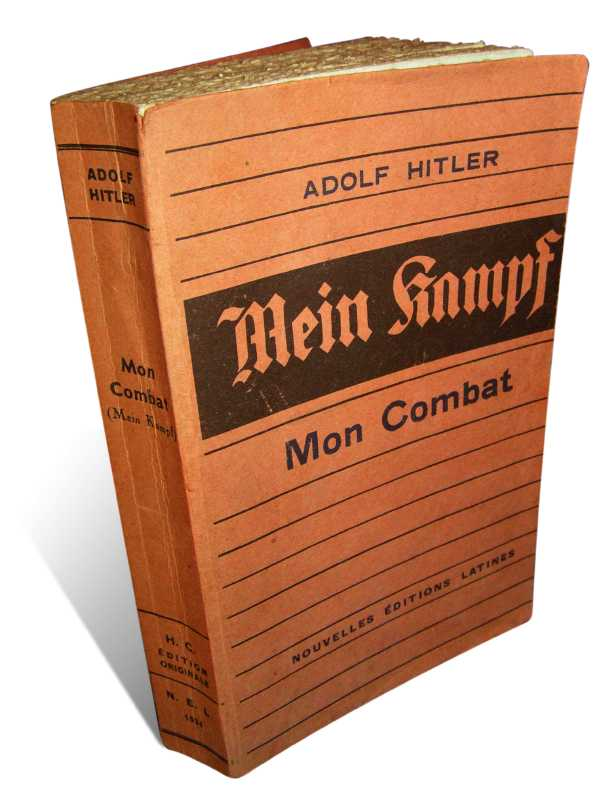
Mein Kampf (« Mon Combat »).

Une version du Mein Kampf d'Adolf Hitler est publiée en octobre 2008. Le livre est une autobiographie de Hitler dans lequel est présenté son idéologie politique nazie. La version manga est un petit succès commercial, vendu à 45 000 copies. Cependant, elle est souvent sujette à controverses. Le ministère des Finances de Bavière, qui possède les droits sur le livre et a refusé de publier le manga au Japon, déclare qu'il est un média inapproprié pour le livre de Hitler. L'ancien représentant japonais en Bavière Toshio Obata déclare « Même 60 ans après la fin de la guerre, le nazisme demeure une question délicate en Allemagne. Est-ce que East Press a épuisé les discussions avant de publier son manga ? A-t-il bien considéré la différence entre le Japon et l'Allemagne quant à la façon dont le manga est perçu comme un support ? ». Maruo défend sa publication, disant que « Mein Kampf est un livre connu mais que paradoxalement peu de gens l'ont lu. Nous pensons que cela présentera Hitler comme un être humain et expliquera sa manière de penser qui a mené à une telle tragédie, même s'il est qualifié de « monstre ». » La publication du manga contribue à relancer le débat en Allemagne au sujet d'une possible levée de l'interdiction du livre.

## Liste des mangas de la collection
La série compte actuellement 139 mangas au Japon, dont 25 ont été traduits en français.
| Titre                                                                              | Auteur original/éditeur     | ISBN                     | Date de sortie | Sortie française  |
| ---------------------------------------------------------------------------------- | --------------------------- | ------------------------ | -------------- | ----------------- |
| Le Commandement brisé (en)                                                         | Tōson Shimazaki             | (ISBN 978-4-87257-812-6) | Juillet 2007   |                   |
| La Déchéance d'un homme                                                            | Osamu Dazai                 | (ISBN 978-4-87257-810-2) | Juillet 2007   |                   |
| Le Pauvre Cœur des hommes                                                          | Natsume Sōseki              | (ISBN 978-4-87257-811-9) | Juillet 2007   |                   |
| Kanikōsen                                                                          | Takiji Kobayashi            | (ISBN 978-4-87257-836-2) | Octobre 2007   |                   |
| Crime et Châtiment                                                                 | Fiodor Dostoïevski          | (ISBN 978-4-87257-835-5) | Octobre 2007   |                   |
| Rashomon                                                                           | Ryūnosuke Akutagawa         | (ISBN 978-4-87257-834-8) | Octobre 2007   |                   |
| Guerre et Paix                                                                     | Léon Tolstoï                | (ISBN 978-4-87257-867-6) | Novembre 2007  | 14 septembre 2011 |
| Train de nuit dans la Voie lactée                                                  | Kenji Miyazawa              | (ISBN 978-4-87257-866-9) | Novembre 2007  |                   |
| La Chute (ja) et L'Idiote (ja)                                                     | Ango Sakaguchi              | (ISBN 978-4-87257-868-3) | Novembre 2007  |                   |
| Soleil couchant (en)                                                               | Osamu Dazai                 | (ISBN 978-4-87257-890-4) | Janvier 2008   |                   |
| Les Frères Karamazov                                                               | Fiodor Dostoïevski          | (ISBN 978-4-87257-889-8) | Janvier 2008   |                   |
| L'Appel à l’étude (ja)                                                             | Fukuzawa Yukichi            | (ISBN 978-4-87257-909-3) | Mars 2008      |                   |
| Bushidō, l'âme du Japon                                                            | Nitobe Inazō                | (ISBN 978-4-87257-908-6) | Mars 2008      |                   |
| Le Rouge et le Noir                                                                | Stendhal                    | (ISBN 978-4-87257-910-9) | Mars 2008      | 25 mai 2011       |
| La Métamorphose                                                                    | Franz Kafka                 | (ISBN 978-4-87257-911-6) | Avril 2008     |                   |
| Clair-obscur (en)                                                                  | Natsume Sōseki              | (ISBN 978-4-87257-933-8) | Mai 2008       |                   |
| Le Roi Lear                                                                        | William Shakespeare         | (ISBN 978-4-87257-932-1) | Mai 2008       |                   |
| Vol de nuit                                                                        | Antoine de Saint-Exupéry    | (ISBN 978-4-87257-973-4) | août 2008      |                   |
| Faust                                                                              | Johann Wolfgang von Goethe  | (ISBN 978-4-87257-974-1) | août 2008      |                   |
| Ainsi parlait Zarathoustra                                                         | Friedrich Nietzsche         | (ISBN 978-4-87257-972-7) | août 2008      | 12 octobre 2016   |
| La Danseuse (en)                                                                   | Mori Ōgai                   | (ISBN 978-4-7816-0003-1) | Octobre 2008   |                   |
| Le Prince                                                                          | Nicolas Machiavel           | (ISBN 978-4-7816-0004-8) | Octobre 2008   | 19 septembre 2012 |
| La Divine Comédie                                                                  | Dante Alighieri             | (ISBN 978-4-7816-0002-4) | Octobre 2008   | 29 décembre 2021  |
| Dogra Magra (ja)                                                                   | Kyūsaku Yumeno              | (ISBN 978-4-7816-0012-3) | Octobre 2008   |                   |
| Mein Kampf                                                                         | Adolf Hitler                | (ISBN 978-4-7816-0011-6) | Octobre 2008   |                   |
| Les Démons                                                                         | Fiodor Dostoïevski          | (ISBN 978-4-7816-0022-2) | Décembre 2008  |                   |
| Le Capital                                                                         | Karl Marx                   | (ISBN 978-4-7816-0021-5) | Décembre 2008  | 19 janvier 2011   |
| Les Misérables                                                                     | Victor Hugo                 | (ISBN 978-4-7816-0024-6) | Janvier 2009   | 25 mai 2011       |
| La Maladie à la mort (en)                                                          | Søren Kierkegaard           | (ISBN 978-4-7816-0023-9) | Janvier 2009   |                   |
| Moby Dick                                                                          | Herman Melville             | (ISBN 978-4-7816-0080-2) | Mars 2009      |                   |
| Gatsby le Magnifique                                                               | F. Scott Fitzgerald         | (ISBN 978-4-7816-0081-9) | Mars 2009      |                   |
| La Véritable Histoire de Ah Q                                                      | Lu Xun                      | (ISBN 978-4-7816-0083-3) | Mars 2009      |                   |
| Don Quichotte                                                                      | Miguel de Cervantes         | (ISBN 978-4-7816-0082-6) | Mars 2009      |                   |
| Le Capital, Volume II (en)                                                         | Karl Marx, Friedrich Engels | (ISBN 978-4-7816-0124-3) | Avril 2009     | 19 janvier 2011   |
| Ulysse                                                                             | James Joyce                 | (ISBN 978-4-7816-0084-0) | Avril 2009     | 29 décembre 2021  |
| À la recherche du temps perdu                                                      | Marcel Proust               | (ISBN 978-4-7816-0085-7) | Mai 2009       | 14 septembre 2011 |
| Hagakure                                                                           | Yamamoto Tsunetomo          | (ISBN 978-4-7816-0125-0) | Mai 2009       |                   |
| De l'origine des espèces                                                           | Charles Darwin              | (ISBN 978-4-7816-0167-0) | Juin 2009      | 8 mars 2017       |
| Le Marchand de Venise                                                              | William Shakespeare         | (ISBN 978-4-7816-0168-7) | Juin 2009      |                   |
| Et puis (en)                                                                       | Natsume Sōseki              | (ISBN 978-4-7816-0200-4) | Juillet 2009   |                   |
| La Boîte de Pandore (ja) et La Femme de Villon (ja)                                | Osamu Dazai                 | (ISBN 978-4-7816-0201-1) | Juillet 2009   |                   |
| Au bord de l'eau                                                                   | Shi Nai'an                  | (ISBN 978-4-7816-0207-3) | août 2009      |                   |
| Manifeste du Parti communiste                                                      | Karl Marx, Friedrich Engels | (ISBN 978-4-7816-0208-0) | août 2009      | 7 mars 2012       |
| Macbeth                                                                            | William Shakespeare         | (ISBN 978-4-7816-0221-9) | Septembre 2009 |                   |
| Les Souffrances du jeune Werther                                                   | Johann Wolfgang von Goethe  | (ISBN 978-4-7816-0220-2) | Septembre 2009 |                   |
| Un chant de Noël                                                                   | Charles Dickens             | (ISBN 978-4-7816-0242-4) | Octobre 2009   |                   |
| L'Étrange Cas du docteur Jekyll et de M. Hyde                                      | Robert Louis Stevenson      | (ISBN 978-4-7816-0241-7) | Octobre 2009   |                   |
| La Vie d’un idiot (ja)                                                             | Ryūnosuke Akutagawa         | (ISBN 978-4-7816-0275-2) | Novembre 2009  |                   |
| Le Livre des cinq anneaux                                                          | Miyamoto Musashi            | (ISBN 978-4-7816-0274-5) | Novembre 2009  |                   |
| Kojiki                                                                             | Ō no Yasumaro               | (ISBN 978-4-7816-0276-9) | Décembre 2009  |                   |
| Nihon Shoki                                                                        | Prince Toneri               | (ISBN 978-4-7816-0277-6) | Décembre 2009  |                   |
| La Vie d'un homme galant (es)                                                      | Ihara Saikaku               | (ISBN 978-4-7816-0314-8) | Janvier 2010   |                   |
| Le Dit du Genji                                                                    | Murasaki Shikibu            | (ISBN 978-4-7816-0313-1) | Janvier 2010   |                   |
| Les Mille et Une Nuits                                                             | Œuvre collective            | (ISBN 978-4-7816-0326-1) | Février 2010   |                   |
| Entretiens de Confucius                                                            | Confucius                   | (ISBN 978-4-7816-0325-4) | Février 2010   | 19 septembre 2012 |
| Je suis un chat                                                                    | Natsume Sōseki              | (ISBN 978-4-7816-0347-6) | Mars 2010      |                   |
| Un Lit de malade six pieds de long                                                 | Masaoka Shiki               | (ISBN 978-4-7816-0348-3) | Mars 2010      |                   |
| L'Interprétation du rêve et Introduction à la psychanalyse                         | Sigmund Freud               | (ISBN 978-4-7816-0364-3) | Avril 2010     | 23 octobre 2013   |
| La Guerre des mondes                                                               | H. G. Wells                 | (ISBN 978-4-7816-0363-6) | Avril 2010     |                   |
| Sūtra du Cœur (Les Mots de Bouddha)                                                | Inconnu                     | (ISBN 978-4-7816-0380-3) | Mai 2010       | 24 avril 2013     |
| Sutta Nipāta                                                                       | Inconnu                     | (ISBN 978-4-7816-0379-7) | Mai 2010       |                   |
| L'Art de la guerre                                                                 | Sun Tzu                     | (ISBN 978-4-7816-0382-7) | Juin 2010      |                   |
| Entretiens de Confucius Volume II                                                  | Confucius                   | (ISBN 978-4-7816-0381-0) | Juin 2010      | 14 mai 2014       |
| Souvenirs entomologiques                                                           | Jean Henri Fabre            | (ISBN 978-4-7816-0423-7) | Juillet 2010   |                   |
| Seton's Wild Animals (en)                                                          | Ernest Thompson Seton       | (ISBN 978-4-7816-0422-0) | Juillet 2010   |                   |
| Humain, trop humain                                                                | Friedrich Nietzsche         | (ISBN 978-4-7816-0444-2) | août 2010      |                   |
| Conversations avec Goethe                                                          | Johann Peter Eckermann      | (ISBN 978-4-7816-0443-5) | août 2010      |                   |
| Le Voyage en Occident                                                              | Wu Cheng'en                 | (ISBN 978-4-7816-0459-6) | Septembre 2010 |                   |
| Kamasutra                                                                          | Vâtsyâyana                  | (ISBN 978-4-7816-0458-9) | Septembre 2010 |                   |
| Kokushikan satsujinjiken (ja)                                                      | Mushitaro Oguri             | (ISBN 978-4-7816-0470-1) | Octobre 2010   |                   |
| L'Antéchrist                                                                       | Friedrich Nietzsche         | (ISBN 978-4-7816-0469-5) | Octobre 2010   |                   |
| L'Ancien Testament                                                                 | Divers                      | (ISBN 978-4-7816-0471-8) | Novembre 2010  | 19 septembre 2012 |
| Le Nouveau Testament                                                               | Divers                      | (ISBN 978-4-7816-0472-5) | Novembre 2010  | 19 septembre 2012 |
| Commentaires sur la Guerre des Gaules                                              | Jules César                 | (ISBN 978-4-7816-0523-4) | Décembre 2010  |                   |
| Le Livre du thé                                                                    | Okakura Kakuzō              | (ISBN 978-4-7816-0522-7) | Décembre 2010  |                   |
| Notes de chevet                                                                    | Sei Shōnagon                | (ISBN 978-4-7816-0534-0) | Janvier 2011   |                   |
| Tsurezuregusa                                                                      | Yoshida Kenkō               | (ISBN 978-4-7816-0548-7) | Février 2011   |                   |
| Psychologie analytique et Psychologie de l'inconscient                             | Carl Gustav Jung            | (ISBN 978-4-7816-0547-0) | Février 2011   |                   |
| Ogura Hyakunin Isshu                                                               | Divers                      | (ISBN 978-4-7816-0604-0) | Mars 2011      |                   |
| Du contrat social                                                                  | Jean-Jacques Rousseau       | (ISBN 978-4-7816-0578-4) | Mars 2011      | 12 octobre 2016   |
| Hamlet                                                                             | William Shakespeare         | (ISBN 978-4-7816-0579-1) | Mars 2011      |                   |
| Chroniques des Trois Royaumes                                                      | Chen Shou                   | (ISBN 978-4-7816-0594-4) | Avril 2011     |                   |
| Discours de la méthode                                                             | René Descartes              | (ISBN 978-4-7816-0593-7) | Avril 2011     | 8 mars 2017       |
| La Dame aux camélias                                                               | Alexandre Dumas fils        | (ISBN 978-4-7816-0606-4) | Mai 2011       |                   |
| La Sente étroite du Bout-du-Monde                                                  | Matsuo Bashō                | (ISBN 978-4-7816-0605-7) | Mai 2011       |                   |
| Propos sur le bonheur                                                              | Alain                       | (ISBN 978-4-7816-0607-1) | Juin 2011      |                   |
| De la liberté                                                                      | John Stuart Mill            | (ISBN 978-4-7816-0608-8) | Juin 2011      |                   |
| Critique de la raison pure                                                         | Emmanuel Kant               | (ISBN 978-4-7816-0634-7) | Juillet 2011   |                   |
| Yotsuya Kaidan                                                                     | Inconnu                     | (ISBN 978-4-7816-0633-0) | Juillet 2011   |                   |
| De la guerre                                                                       | Carl von Clausewitz         | (ISBN 978-4-7816-0636-1) | août 2011      |                   |
| Livre des morts des Anciens Égyptiens                                              | Inconnu                     | (ISBN 978-4-7816-0635-4) | août 2011      | 19 novembre 2014  |
| Résurrection                                                                       | Léon Tolstoï                | (ISBN 978-4-7816-0669-9) | Septembre 2011 |                   |
| Les Carnets du sous-sol                                                            | Fiodor Dostoïevski          | (ISBN 978-4-7816-0668-2) | Septembre 2011 |                   |
| Pères et Fils                                                                      | Ivan Tourgueniev            | (ISBN 978-4-7816-0671-2) | Octobre 2011   |                   |
| Iliade et Odyssée                                                                  | Homère                      | (ISBN 978-4-7816-0670-5) | Octobre 2011   | 29 décembre 2021  |
| Recherches sur la nature et les causes de la richesse des nations                  | Adam Smith                  | (ISBN 978-4-7816-0690-3) | Novembre 2011  | 21 mars 2018      |
| Le Paradis perdu                                                                   | John Milton                 | (ISBN 978-4-7816-0689-7) | Novembre 2011  |                   |
| Structure de l'iki                                                                 | Kuki Shūzō                  | (ISBN 978-4-7816-0693-4) | Décembre 2011  |                   |
| Le Chrysanthème et le sabre (en)                                                   | Ruth Benedict               | (ISBN 978-4-7816-0694-1) | Décembre 2011  |                   |
| 1984                                                                               | George Orwell               | (ISBN 978-4-7816-0726-9) | Janvier 2012   |                   |
| Une vie                                                                            | Guy de Maupassant           | (ISBN 978-4-7816-0727-6) | Janvier 2012   | 8 mars 2017       |
| Cahiers de Leonard de Vinci                                                        | Leonard de Vinci            | (ISBN 978-4-7816-0745-0) | Février 2012   |                   |
| Constitution du Japon                                                              | Divers                      | (ISBN 978-4-7816-0744-3) | Février 2012   |                   |
| Kaitai Shinsho                                                                     | Sugita Genpaku              | (ISBN 978-4-7816-0746-7) | Mars 2012      |                   |
| Dao de jing                                                                        | Lao Tseu                    | (ISBN 978-4-7816-0747-4) | Mars 2012      |                   |
| Anna Karénine                                                                      | Léon Tolstoï                | (ISBN 978-4-7816-0768-9) | Avril 2012     |                   |
| L'Enfer en bouteille                                                               | Yumeno Kyūsaku              | (ISBN 978-4-7816-0769-6) | Avril 2012     |                   |
| Pensées pour moi-même                                                              | Marc Aurèle                 | (ISBN 978-4-7816-0785-6) | Mai 2012       |                   |
| Histoire du Japon (ja)                                                             | Luís Fróis                  | (ISBN 978-4-7816-0784-9) | Mai 2012       |                   |
| Émile ou De l'éducation                                                            | Jean-Jacques Rousseau       | (ISBN 978-4-7816-0787-0) | Juin 2012      |                   |
| Heike monogatari                                                                   | Inconnu                     | (ISBN 978-4-7816-0786-3) | Juin 2012      |                   |
| Dix rêves (en)                                                                     | Natsume Sōseki              | (ISBN 978-4-7816-0820-4) | Juillet 2012   |                   |
| Tsugaru (ja)                                                                       | Osamu Dazai                 | (ISBN 978-4-7816-0821-1) | Juillet 2012   |                   |
| Autobiographie de Heinrich Schliemann                                              | Heinrich Schliemann         | (ISBN 978-4-7816-0831-0) | août 2012      |                   |
| Deux ans de vacances                                                               | Jules Verne                 | (ISBN 978-4-7816-0832-7) | août 2012      |                   |
| Le Citron (en)                                                                     | Motojirō Kajii              | (ISBN 978-4-7816-0849-5) | Septembre 2012 |                   |
| Futon (ja)                                                                         | Katai Tayama                | (ISBN 978-4-7816-0850-1) | Octobre 2012   |                   |
| Avant l'aube (en)                                                                  | Tōson Shimazaki             | (ISBN 978-4-7816-0851-8) | Novembre 2012  |                   |
| Man'yōshū                                                                          | Inconnu                     | (ISBN 978-4-7816-0852-5) | Décembre 2012  |                   |
| L'Ornière                                                                          | Hermann Hesse               | (ISBN 978-4-7816-0923-2) | Janvier 2013   |                   |
| Le Savant et le politique                                                          | Max Weber                   | (ISBN 978-4-7816-0924-9) | Février 2013   |                   |
| Apologie de Socrate                                                                | Platon                      | (ISBN 978-4-7816-0956-0) | Mars 2013      |                   |
| Une saison en enfer                                                                | Arthur Rimbaud              | (ISBN 978-4-7816-0957-7) | Avril 2013     |                   |
| Le Comte de Monte-Cristo                                                           | Alexandre Dumas             | (ISBN 978-4-7816-0959-1) | Mai 2013       |                   |
| Discours de Napoléon                                                               | Divers                      | (ISBN 978-4-7816-0958-4) | Juin 2013      |                   |
| Les Légendes de Tono (ja)                                                          | Kunio Yanagita              | (ISBN 978-4-7816-0960-7) | Juillet 2013   |                   |
| Risshō Ankoku Ron (ja)                                                             | Nichiren                    | (ISBN 978-4-7816-1071-9) | Septembre 2013 |                   |
| Shiji                                                                              | Sima Qian                   | (ISBN 978-4-7816-1096-2) | Novembre 2013  |                   |
| Études sur le Bien (en)                                                            | Kitarō Nishida              | (ISBN 978-4-7816-1121-1) | Janvier 2014   |                   |
| Théorie de la relativité                                                           | Albert Einstein             | (ISBN 978-4-7816-1147-1) | Avril 2014     | 12 octobre 2016   |
| Une étude en rouge                                                                 | Arthur Conan Doyle          | (ISBN 978-4-7816-1234-8) | Juillet 2014   |                   |
| Double assassinat dans la rue Morgue                                               | Edgar Allan Poe             | (ISBN 978-4-7816-1257-7) | Octobre 2014   |                   |
| Coran                                                                              | Inconnu                     | (ISBN 978-4-7816-1269-0) | Février 2015   |                   |
| Théorie générale de l'emploi, de l'intérêt et de la monnaie                        | John Maynard Keynes         | (ISBN 978-4-7816-1338-3) | Mai 2015       |                   |
| Datsu-A Ron                                                                        | Fukuzawa Yukichi            | (ISBN 978-4-7816-1354-3) | Septembre 2015 |                   |
| Un amour insensé (en)                                                              | Jun'ichirō Tanizaki         | (ISBN 978-4-7816-1390-1) | Janvier 2016   |                   |
| Botchan                                                                            | Natsume Sōseki              | (ISBN 978-4-7816-1463-2) | août 2016      |                   |
| Propos sur la racine des légumes                                                   | Hong Zicheng (en)           | (ISBN 978-4-7816-1513-4) | février 2017   |                   |
| Classiques du rakugo (ja) : Shibahama (ja), Shinigami (ja), Jugemu (en), et autres | Divers                      | (ISBN 978-4-7816-1577-6) | août 2017      |                   |